# Шапошников, Дмитрий Владимирович
Дми́трий Влади́мирович Ша́пошников (10 октября 1861 — ?) — русский архитектор.

## Биография
Родился 10 октября 1861 года. В 1887 году окончил Московское училище живописи, ваяния и зодчества (МУЖВЗ), получив звание неклассного художника архитектуры. В 1893—1918 годах работал в Москве участковым архитектором. С 1896 года состоял архитектором Московской конторы Госбанка.

## Проекты и постройки
- Приют (1895, Малый Козловский переулок, 3), объект культурного наследия регионального значения[2];
- Богадельня (1900, Серебрянический переулок, 15);
- Полицейский дом (1900, Малый Могильцевский переулок, 3);
- Амбулатория и анатомический корпус Лепёхинской больницы (1907, Лепёхинский тупик, 3);
- Перестройка родильного дома Лепёхинской больницы (1907, Лепёхинский тупик, 3);
- Особняк (1909, Яковоапостольский переулок, 10);
- Амбулатория Староекатерининской больницы (ок. 1910, улица Щепкина, 61).